# Vasten

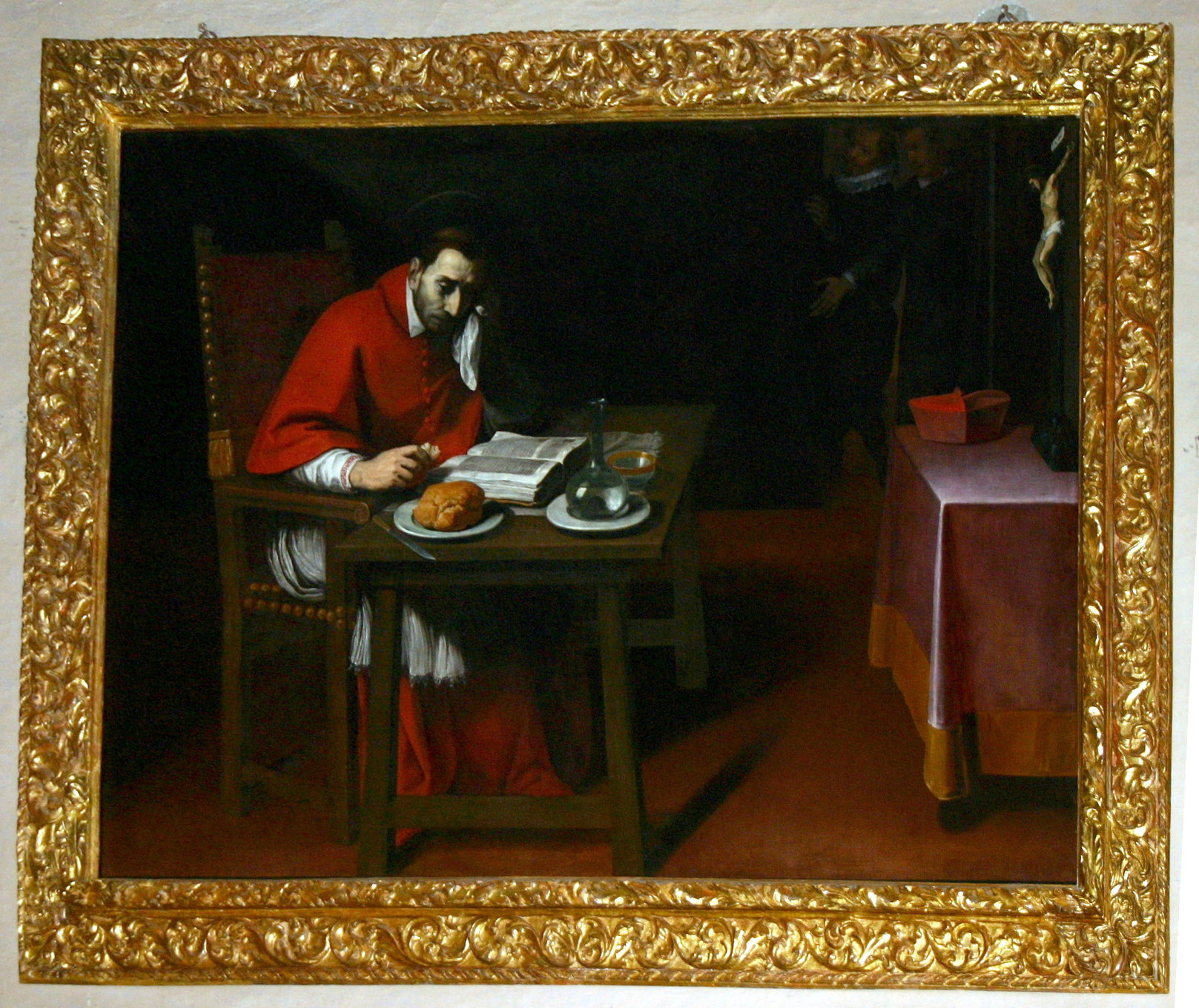
Carolus Borromeus vast.
(Schilderij van Daniele Crespi.)

Vasten is het zich geheel of gedeeltelijk onthouden van eten of drinken of van bepaalde spijzen voor een bepaalde periode.
De beweegredenen om te vasten kunnen divers zijn, maar de belangrijkste motieven zijn religieuze of (natuur)geneeskundige redenen. In de grote godsdiensten is het vasten gewoonlijk aan bepaalde dagen of perioden gebonden. Het kan dus een middel zijn tot bezinning, onder andere in een periode van rouw. In de vorm van een hongerstaking is het een manier om anderen iets af te dwingen. Vasten kan ook noodzakelijk zijn op medisch voorschrift. In de natuurgeneeskunde wordt vasten gebruikt als manier om het lichaam te ontdoen van afvalstoffen.

## Religieus vasten
Vasten is een praktijk die in verschillende religies beoefend wordt. Zowel het jodendom, het christendom, de islam, het bahá'í-geloof, het hindoeïsme als het boeddhisme kennen vastenrituelen. Wanneer men in het Nederlands spreekt over de vasten duidt men op de vastentijd tussen Aswoensdag en Pasen waarin sommige christenen vasten. Moslims kennen een vastenperiode gedurende de maand ramadan.

### Joodse vastendagen
In de joodse traditie wordt jaarlijks op 6 dagen gevast. Als de voornaamste joodse vastendagen gelden:
- de Grote Verzoendag op 10 tisjri.
- de Dag van de Verwoesting van de tempel, op 9 av.

Op deze beide dagen wordt gedurende 24 uur gevast. Daarnaast bestaan er vier minder belangrijke vastendagen, waarop van zonsopgang tot zonsondergang wordt gevast:
- 3 tisjri. Dit is de dag waarop Gedalia werd vermoord, hetgeen het definitief einde betekende van de joodse soevereiniteit in het Koninkrijk Juda. Na de moord vluchtten vele joden naar Egypte.[1] Het jaartal waarop dit gebeurde is niet exact bekend, ca. vier jaar voor de vernietiging van de eerste tempel.
- 10 tevet. De dag waarop Nebukadnezer het beleg van Jeruzalem begon, in het jaar 586 voor de gangbare jaartelling.
- 13 adar, Taäniet Ester, de dag die voorafgaat aan het Poeriemfeest. Deze vasten herinnert eraan dat ook Esther ging vasten voordat ze de plannen van Haman bekendmaakte aan Ahasveros.[1]
- 17 tammoez, waarop wordt herdacht dat de Babyloniërs de muren van Jeruzalem doorbroken in het jaar 586 voor de gangbare jaartelling. Op dezelfde datum zou Moses volgens de legende de stenen tafelen hebben vernietigd toen hij zag dat de Israëlieten rond het gouden kalf dansten.[1]

### Christendom
De vastentijd begint op Aswoensdag en dient ter voorbereiding op het Paasfeest. Deze zogenoemde veertigdagentijd is een periode van bezinning op de feitelijke christelijke levenspraktijk door zich meer open te stellen voor het Woord en/of om solidair te zijn met hen die het moeilijk hebben. Alhoewel er zesenveertig dagen verlopen tussen Aswoensdag en Pasen (einde van de vastentijd), wordt er traditioneel niet gevast op de zes zondagen tijdens die periode, waardoor men op veertig dagen uitkomt. Het vasten kent binnen de christelijke traditie een rijke schakering aan gewoonten.
De Katholieke Kerk kent zowel het vasten in eigenlijke zin (d.i. slechts één volle maaltijd per dag) als de onthouding (d.i. het verbod om vlees te eten op bepaalde dagen). De Kerk heeft in de loop der eeuwen de regels omtrent het vasten iets versoepeld en heeft ook alternatieve vormen van vasten en onthouding voorgesteld. Op Aswoensdag en Goede Vrijdag wordt er gevast. Op die twee dagen en de andere vrijdagen van de vasten wordt er ook geen vlees gegeten. De bisschoppenconferenties hebben de bevoegdheid het onderhouden van vasten en onthouding nader te bepalen en ook andere vormen van boete zoals liefdadigheidswerken en oefeningen van vroomheid geheel of gedeeltelijk in de plaats te stellen van vasten en onthouding. Zo onthouden velen zich van een bepaalde luxe of gewoonte, zoals roken, televisie kijken, snoep of alcohol nuttigen. Vaak wordt geld dat zo wordt uitgespaard, bestemd voor een goed doel.
Binnen het protestantisme is er geen gezamenlijke kerkelijke traditie van vasten. Wel zijn er individuele protestanten die vasten in de veertig dagen voor Pasen.

### Islam

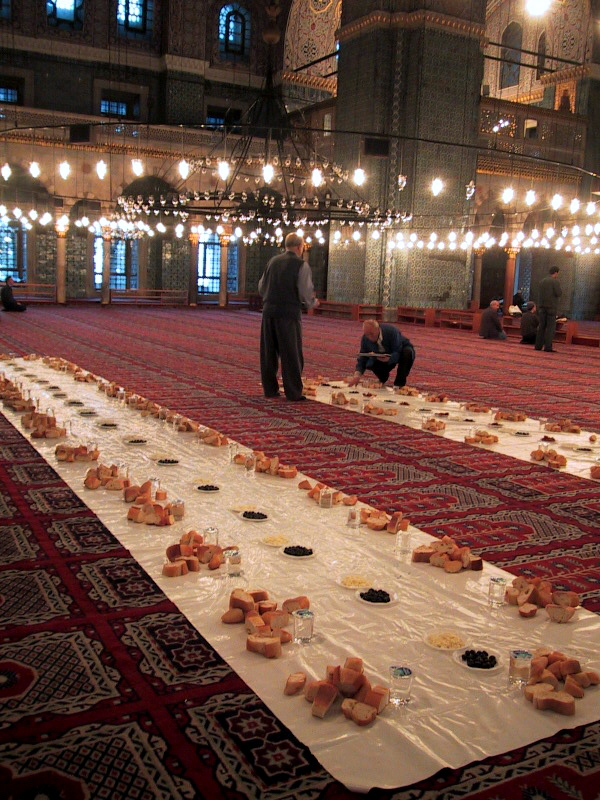
De iftar in Istanbul.

De belangrijkste vastenperiode in de islam is de negende maand van de islamitische kalender ramadan, tijdens welke gelovigen tussen dageraad, dus voor de feitelijke zonsopgang, en zonsondergang niet mogen eten, drinken, kwaadspreken, roken en geslachtsgemeenschap hebben. Het beginmoment van de vastendag wordt normaal gesproken bepaald als het moment dat men in natuurlijk licht een witte draad garen van een zwarte draad garen kan onderscheiden. De maaltijd vóór het vasten wordt 'sahoor' genoemd, de maaltijd die het vasten breekt heet 'iftar'.
Buiten de verplichte periode waarin gevast moet worden (de maand ramadan), zijn er tevens dagen waarin het extra wordt aanbevolen om te vasten, zoals:
- iedere maandag;
- iedere donderdag;
- een dag wel en een dag niet vasten, dit wordt het vasten van de profeet Dawud (David) genoemd;
- de witte nachten, de 13de, 14de en 15de dag van iedere islamitische maand, als het volle maan is;
- de dag van asjoera, 10de dag van moeharam (eerste maand);
- in de maand sha'abaan (achtste maand), de maand voorafgaand aan ramadan, met name 15 sha'abaan;
- 6 dagen in de maand sjawwal (tiende maand), onmiddellijk na de maand ramadan;
- 9de dhul hidja (twaalfde maand), de dag voorafgaand aan het Offerfeest.

### Hindoeïsme

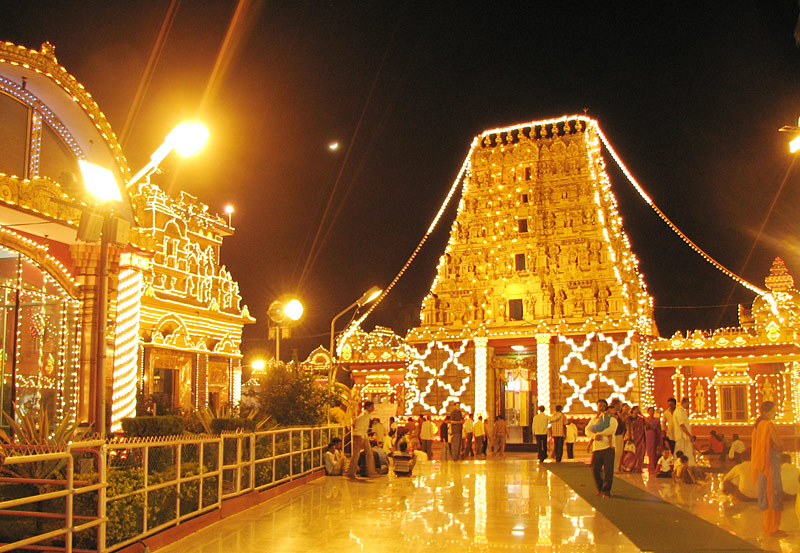
Navratri-decoraties bij de Kudroli Mandir, Karnataka

De vastenperiodes van de hindoes hebben een religieus of spiritueel doel en variëren in soort, gebaseerd op persoonlijke overtuigingen en lokale gebruiken of tradities. Dit kan verschillen van veganistisch zijn tot het onthouden van het eten van voedsel in het algemeen.
Vasten is niet verplicht; sommige hindoes vasten dagelijks en anderen alleen tijdens bepaalde periodes. Volgens het hindoeïsme zorgt het onthouden van voedsel voor de bevordering van spirituele groei en reiniging voor lichaam en ziel.
Religieus vasten wordt binnen het hindoeïsme vrata of vrat (Sanskriet: व्रत) genoemd, wat een gelofte inhoudt waarin men zich onthoudt van eten.
Enkele vastenperiodes voor hindoes zijn:
- 1x per week of meer, afhankelijk van persoonlijke godheden worden er ook op bepaalde dagen in de week (veganistisch) gevast.
- Tijdens religieuze feest- of gedenkdagen worden er standaard geen dierlijke producten geconsumeerd.
- Navratan, een periode van 9 nachten en 10 dagen waarin er geen vis, vlees, ei of andere dierlijke producten worden gegeten. Bij deze periode wordt er stilgestaan bij vrouwelijkheid en het wordt eerst gevierd in de maand Chaitra (maart-april ), en opnieuw in de maand Ashvin (september-oktober).
- Shravan Maas, een van de heiligste maanden binnen het hindoeïsme dat meestal tussen juli en augustus valt. Shaivieten geloven dat het vasten tijdens deze maand ter van Shiva, met name op maandagen, zegeningen met zich mee kan brengen.
- Ekadasi, wat op elke elfde dag van de Hindoe kalendermaand valt, waarin er door diegene die deelnemen niet gegeten word.[3]

### Bahá’í-geloof
De vastenperiode voor de bahá’ís beslaat de laatste periode van negentien dagen (van 2 tot 21 maart) voor het begin van het nieuwe jaar op de lentedag (Naw-Rúz). Vasten houdt in dat men van zonsopkomst tot zonsondergang niet eet, drinkt of rookt. In de bahá'í-geschriften staat: “Vasten is een symbool. Vasten betekent het zich onthouden van zinnelijke lusten. Het fysieke vasten is een symbool voor die onthouding en zet ons tot nadenken, hetgeen betekent dat wanneer iemand zich van fysieke begeerten onthoudt, hij zich ook van zelfzuchtige begeerten en lusten onthoudt. Maar onthouding van voedsel op zichzelf heeft geen invloed op de geest. Het is alleen maar een symbool, een waarschuwing. Anders heeft het geen betekenis.” De wet geldt voor alle bahá’ís van 15 tot 70 jaar oud. Ontheffing geldt voor mensen die reizen, ziek zijn, zwanger, een kind zogen of tijdens de menstruatie, en mensen die zware arbeid verrichten.

## Gezondheidsvasten
Mensen kunnen ook om redenen van gezondheid vasten. Dit wordt vooral in de natuurgeneeskunde gepraktiseerd, maar ook in de reguliere geneeskunde wordt vasten gebruikt. Een reden ervoor kan zijn het leegmaken van de darmen ter voorbereiding op een chirurgische ingreep, of ter voorbereiding op een medische procedure waarbij anesthesie nodig is. Omdat de aanwezigheid van voedsel in de maag complicaties kan veroorzaken tijdens anesthesie, adviseren medici vaak om voorafgaand minimaal enkele uren te vasten.
In de natuurgeneeskunde wordt vasten gezien als een manier om het lichaam te zuiveren van gifstoffen, van dood of ziek weefsel, en een manier om het maag-darmstelsel enige tijd rust te geven. Dergelijke vastenkuren duren vaak een week of langer en maken deel uit van een zuiveringskuur, waarbij de darmen ook gespoeld worden door het innemen van bitterzout of door het uitvoeren van klysma's. Er bestaat echter geen wetenschappelijk bewijs dat vasten invloed heeft op het verwijderen van gifstoffen en dood of ziek weefsel. Volgens onderzoek aan de University of Southern California kan een defect of slecht werkend immuunsysteem geregenereerd worden door het aanmaken van compleet nieuwe witte bloedlichaampjes hetgeen een vastgesteld effect is van vasten.

## Vasten in de natuurgeneeskunde
De natuurgeneeskunde kent verschillende vormen van vasten:

### Theevasten
Bij theevasten wordt niets gegeten en niets anders gedronken dan dagelijks enkele liters thee van verschillende kruiden, gedurende meestal één week. De kruiden waarvan thee getrokken wordt, stimuleren de uitscheidingsfuncties van het lichaam. Dit is een van de strengste vormen van vasten, die het beste onder deskundige begeleiding kan worden gedaan.

### Sapvasten
Sapvasten is de meest toegepaste vorm van natuurgeneeskundig vasten in Nederland. In een sapvastenkuur wordt circa een liter groentesap per dag gedronken, met daarnaast vaak ook vruchtensap. De sappen kunnen worden verkregen door middel van een sapcentrifuge, maar kunnen ook kant-en-klaar gekocht worden. Groentesappen die een melkzuurfermentatie hebben ondergaan, hebben de voorkeur gezien de positieve invloed op de darmflora.

### Fruitvasten
Tijdens een fruitvastenkuur wordt driemaal daags een portie van 200-300 gram fruit gegeten, tussendoor wordt kruidenthee of water gedronken. Extra aandacht is er voor het goed kauwen en langzaam eten van het fruit. Doordat er toch enig gevoel van verzadiging optreedt, is deze vorm van vasten gemakkelijker vol te houden.

### Rijstvasten
Deze vorm van vasten komt oorspronkelijk uit China en Japan, en is een onderdeel van de macrobiotiek, een systeem dat in de jaren vijftig van de twintigste eeuw in het westen werd geïntroduceerd door de Japanner Nyoichi Sakurazawa (Georges Ohsawa). In de oorspronkelijke versie wordt daarbij één kopje zilvervliesrijst met twee kopjes water gaargekookt met toevoeging van ongeraffineerd zeezout en eventueel verdeeld over de dag gegeten worden (in principe zoveel als men lust). Iedere rijstkorrel moet lang gekauwd worden tot deze vloeibaar wordt. Voor de vochtbehoefte wordt Bancha (Japanse driejarenthee, gemaakt van drie jaar oude blaadjes) genomen. In de aangepaste versie gebruikt men één kop rijst per dag en mag ook water of kruidenthee worden genomen.

## Vormen van vasten
- Intervalvasten, onderbroken vasten of 'intermittent fasting' (IF) is het vasten met tussenpozen. Op een dagelijks ritme heet dit tijdbeperkt eten. De meest toegepaste vormen zijn 16:8, 20:4 en 5:2, waarbij men respectievelijk 16 uur, 20 uur of 2 dagen vast en dan in respectievelijk 8 uur, 4 uur of 5 dagen wel eet.[6]
- One Meal A Day (OMAD) is het vasten waarbij men per dag één voedzame maaltijd tot zich neemt.[6]
- Alternate Day Fasting (ADF) is het vasten waarbij men om de dag een maaltijd neemt en de dag erna niet.[6]
- Extended fasting (EF) is het vasten op meerdere dagen achtereen.[6]

## Gezondheidseffecten vasten
Uit onderzoek blijkt dat intervalvasten metabole veranderingen teweegbrengt die mogelijk een effect kunnen hebben op ziektepreventie bij mensen. Door langdurig niet te eten daalt de in het lichaam opgeslagen glucose (glycogeen) en wordt het lichaam "gedwongen" meer vetten te verbranden om aan energie te komen. Tijdens dit proces worden tevens ketonen aangemaakt om een tekort in energie te compenseren en om de hersenen van voldoende brandstof te kunnen voorzien; deze zijn namelijk sterk afhankelijk van glucose en kunnen geen vetten verbranden, maar wel ketonen. Uit de resultaten van muizenstudies komt naar voren dat intvervalvasten kan zorgen voor een verlengde levensduur en een verbetering van de gezondheid. Echter zijn deze resultaten niet 1 op 1 te vertalen naar mensen. Hoewel onderzoek bij mensen laat zien dat intervalvasten potentie heeft om het risico op welvaartsaandoeningen te verminderen, door o.a. de insulinegevoeligheid te verbeteren is de algemene strekking dat aanvullend onderzoek bij mensen nodig is om uitspraken te kunnen doen over de langetermijneffecten van deze vorm van vasten.
Sinds enkele jaren neemt, mede dankzij de vermeende gezondheidsbevorderende effecten, de publieke interesse naar intervalvasten wereldwijd toe. In 2012 trok deze vorm van vasten de aandacht van BBC journalist Dr. Michael Mosley. Mosley onderging zelf een vastentraject en legde de klinische vooruitgang vast in de documentaire Eat, Fast & Live Longer, waarna hij hierover een boek schreef genaamd The 5:2 Diet: een pleidooi voor de 5:2 variant van vasten. In april 2019 verscheen in Nederland 'De dr. Ludidi Vastenmethode' van de Maastrichtse voedingswetenschapper dr. Samefko Ludidi. Hij pleit voor een gepersonaliseerde aanpak waarbij elk individu een vastenprotocol kiest dat bij hem of haar past. Ludidi trad als expert op in de controversiële uitzending over vasten, voor het televisieprogramma Dokters van Morgen van Antoinette Hertsenberg. De uitzending kwam herhaaldelijk onder kritiek te staan vanwege uitspraken die vasten relateerden aan een mogelijk betere genezing van kanker.

## Voetnoten
1. 1 2 3 4  (en) George Robinson (2016, updated edition). Essential Judaism: a complete guide to beliefs, customs and rituals. Simon & Schuster, handelsnaam Atria paperback. ISBN 9781501117756.
2. ↑  Wat is vasten en waarom zou je het doen?. KRO-NCRV. Geraadpleegd op 5 april 2025.
3. ↑  SDnet, Ekadasi en het proces van Vasten. Sanatan Dharm net (12 april 2020). Geraadpleegd op 5 april 2025.
4. ↑  Esslemont, J.E. (2010). Bahá'u'lláh en het Nieuwe Tijdperk. Stichting Bahá'í Literatuur, Den Haag. Gearchiveerd op 31 mei 2013. Geraadpleegd op 9 juli 2010.
5. ↑  (en)  Conclusie universiteit Southern California na studie over vasten en het positieve effect op het immuunsysteem
6. 1 2 3 4  Wat iedereen wil weten als je 5 dagen niet eet. RTL Nieuws (19 februari 2019). Gearchiveerd op 3 maart 2019. Geraadpleegd op 3 maart 2019.
7. 1 2 3  (en) de Cabo, R, Mattson MP  (26 december 2019). Effects of Intermittent Fasting on Health, Aging, and Disease.. Gearchiveerd op 12 juni 2021. New England Journal of Medicine  26;381(26):2541-2551
8. ↑  (en) Cahill, GF  (19 maart 1970). Starvation in man. Gearchiveerd op 1 november 2021. New England Journal of Medicine  19;282(12):668-75
9. ↑  (en) Halberg, N, Henriksen M, Söderhamn N, Stallknecht B, Ploug T, Schjerling P, Dela F.  (1 december 2005). Effect of intermittent fasting and refeeding on insulin action in healthy men.. Gearchiveerd op 1 november 2021. J Appl Physiol (1985)  99(6):2128-36
10. ↑   Is intermittent fasting gezond en val je er sneller mee af?, Fit.nl
11. ↑  (en) Eat, Fast & Live Longer. BBC. Gearchiveerd op 30 oktober 2020. Geraadpleegd op 23 januari 2020.
12. ↑  Nieuws voor diëtisten – Recensie: De dr. Ludidi Vastenmethode. Nieuws voor diëtisten. Gearchiveerd op 1 november 2021. Geraadpleegd op 23-01-2020.
13. ↑  Ellen, de Visser, "Artsen dienen klacht in tegen tv-programma Dokters van morgen na claims over kanker en vasten", 17 oktober 2019. Gearchiveerd op 28 oktober 2020. Geraadpleegd op 23 januari 2020.
14. ↑  Ronald, Veldhuizen, "Vastendieet kan kanker voorkomen – Klopt dit wel?", 11 oktober 2019. Gearchiveerd op 22 oktober 2019. Geraadpleegd op 23 januari 2020.
15. ↑  Joost, Zaat, "TV-presentatoren weten niks van wetenschap en van gezondheid", 20 oktober 2019. Gearchiveerd op 24 januari 2020. Geraadpleegd op 23 januari 2019.